# Leylandcipres
De leylandcipres is een hybridesoort uit de cipresfamilie (Cupressaceae) die ontstaan is door spontane bestuiving tussen nootkacipres en montereycipres. Omdat de taxonomie van de nootkacipres betwist is, is ook de correcte botanische naam van de hybride onduidelijk. De soort wordt afwisselend aangeduid als Cupressus ×leylandii, ×Cupressocyparis leylandii, Callitropsis ×leylandii, ×Cuprocyparis leylandii of ×Hesperotropsis leylandii, alle synoniemen.
De nootka- en montereycipres komen beide van nature voor aan de Noord-Amerikaanse westkust. De eerste heeft een redelijk uitgestrekt verspreidingsgebied - van Alaska tot het uiterste noorden van Californië - terwijl het verspreidingsgebied van de tweede soort beperkt is tot een paar plaatsen in Monterey County, in de regio Central Coast van Californië. In de natuur was kruisbestuiving dus niet mogelijk. Wanneer de bomen in de 19e eeuw echter voor het eerst naar Europa werden gebracht, bleken ze in staat tot spontane kruisbestuiving. Het eerste geval dateert van rond 1870 in het Noord-Ierse Rostrevor. Deze kloon bleef zeldzaam, maar in 1888 kwam er in Leighton Park, in het Welshe Powys, een eenvoudig te vermeerderen hybride tot stand. Christopher John Leyland en John Naylor, twee broers, cultiveerden die tot verschillende cultivars, zoals de 'Haggerston Grey', 'Leighton Green' en 'Naylor's Blue'. Sindsdien heeft er nog meermaals natuurlijke bestuiving tussen de nootka- en montereycipres plaatsgevonden. (Pogingen tot gecontroleerde bestuiving lijken steeds te mislukken.) Aangezien de leylandcipres steriel is, komen alle huidige exemplaren voort uit de stekken van die enkele exemplaren die door natuurlijke kruisbestuiving ontstaan zijn. Bekende cultivars die op die manier in de 20e eeuw ontstonden, zijn 'Stapehill' (1940) en 'Castlewellan Gold' (1962). 
Omdat de leylandcipres een heel snelle groeier is, is hij in Europa heel veel in tuinen en parken aangeplant, met name als haagplant. Een haag van leylandcipres sluit de tuin namelijk snel af. Zelfs op minder geschikte standplaatsen, kan de leylandcipres 15 meter hoog worden op slechts 16 jaar tijd. Juist door die snelle groei zijn er, met name in Groot-Brittannië, wel vaker burengeschillen over hagen van leylandcipres die te veel zonlicht wegnemen. Er werd in Engeland en Wales zelfs een wet over opgesteld, de Anti-social Behaviour Act van 2003, die het probleem van "hoge hagen" aanpakt.

## Botanische beschrijving
De kroon is zuilvormig en loopt naar de top toe in een punt. De boomschors is donkerrood/bruin en heeft diepe groeven. 
De bladeren zijn schubachtig en kunnen verschillende kleuren hebben, afhankelijk van de cultivar. De bladeren zitten bevestigd aan vertakte, gespreide twijgen.
De mannelijke kegels zijn bruin, knotsvormig en zitten aan de toppen van de twijgen. De vrouwelijke kegels zijn bolvormig en groenachtig. Na verloop van tijd worden ze grijs of chocoladebruin en hebben dan een doorsnede van 1-5 cm.
... · 
C. dupreziana · 
C. macrocarpa (Montereycipres) · 
C. nootkatensis (Nootkacipres) · 
C. sempervirens (Italiaanse cipres) · 
Cupressocyparis ×leylandii (Leylandcipres) · 
...